# Danièle Douet
Danièle Douet est une actrice française. Elle est la voix française régulière de Nicole Kidman et Carrie-Anne Moss ainsi qu'une des voix de Gillian Anderson, Jennifer Beals, Emily Watson, Helen Hunt, Laura Linney, Kristin Scott Thomas, Mira Sorvino, Gina Gershon et Frances McDormand.

## Biographie
Très active dans le doublage, elle est notamment la voix française de Nicole Kidman, Carrie-Anne Moss, ainsi qu'une des voix de Gina Gershon ou Kristin Scott Thomas.
En 2014, elle est choisie pour doubler Gillian Anderson à partir de la deuxième saison des séries The Fall et Hannibal, ainsi que Felicity Huffman, succédant à Caroline Beaune (décédée en juillet 2014).
Elle a également été animatrice à FIP et France Inter. Elle a notamment animé la matinale de France Inter lors de la saison 1986-1987 et co-animé l'émission musicale Certains l'aiment jazz avec Julien Delli Fiori.

## Théâtre
- 2004 : Une comète à Cuba de Céline Monsarrat, mise en scène Céline Monsarrat et Serge Sándor, Théâtre du Chaudron
- 2008 : Alouette de Dezső Kosztolányi, mise en scène Sylvia Folgoas, Théâtre Daniel Sorano (Vincennes)

## Filmographie
- 1995 : L'Instit (TV), épisode 3-06, D'une rive à l'autre, d'Édouard Niermans : Sylvie
- 1997 : Julie Lescaut (TV), épisode 2 saison 6, Travail fantôme d'Alain Wermus : la femme
- 2001 : Les Cordier, juge et flic (série télévisée) : l'institutrice
- 2006 : La Tourneuse de pages : la femme autographe
- 2007 : RIS police scientifique (série télévisée) : Madame Tellier
- 2013 : Candice Renoir (série télévisée) : Madame Dinitz
- 2017 : Dix pour cent : l'agent immobilier

## Doublage
Sources : RS Doublage et Doublage Séries Database.

### Cinéma

#### Films
- Nicole Kidman dans (39 films) :
  - Eyes Wide Shut (1999) : Alice Harford
  - Nadia (2001) : Sophia, alias Nadia
  - Les Autres (2001) : Grace Stewart
  - The Hours (2002) : Virginia Woolf
  - Retour à Cold Mountain (2003) : Ada Monroe
  - La Couleur du mensonge (2003) : Faunia Farley
  - Dogville (2003) : Grace Margaret Mulligan
  - Et l'homme créa la femme (2004) : Joanna Eberhart
  - Ma sorcière bien-aimée (2005) : Isabel Bigelow / Samantha Stephens
  - L'Interprète (2005) : Sylvia Broome
  - Margot va au mariage (2007) : Margot
  - Invasion (2007) : Carol Bennell
  - À la croisée des mondes : La Boussole d'or (2007) : Marisa Coulter
  - Australia (2008) : Lady Sarah Ashley
  - Nine (2009) : Claudia Jensen
  - Le Mytho (2011) : Devlin Adams
  - Effraction (2011) : Sarah Miller
  - Paperboy (2012) : Charlotte Bless
  - Stoker (2013) : Evelyn « Evie » Stoker
  - Les Voies du destin (2014) : Patricia Wallace
  - Avant d'aller dormir (2014) : Christine Lucas
  - Paddington (2014) : Millicent
  - Aux yeux de tous (2015) : Claire Sloan
  - Genius (2016) : Aline Bernstein
  - Lion (2016) : Sue Brierley, la mère adoptive de Saroo
  - Les Proies (2017) : Martha Farnsworth
  - Mise à mort du cerf sacré (2017) : Anna Murphy
  - Sous un autre jour (2017[n 1]) : Yvonne Pendleton
  - Boy Erased (2018) : Nancy Eamons
  - Aquaman (2018) : la reine Atlanna
  - Destroyer (2018) : Erin Bell
  - Le Chardonneret (2019) : Mme Barbour
  - Scandale (2019) : Gretchen Carlson
  - The Prom (2020) : Angie Dickinson
  - Hollywood 1953 (2021) : Lucille Ball
  - The Northman (2022) : la reine Gudrun
  - Aquaman et le Royaume perdu (2023) : la reine Atlanna
  - Les Dessous de la famille (2024) : Brooke Harwood
  - Babygirl (2024) : Romy Mathis

- Carrie-Anne Moss dans (12 films) :
  - Matrix (1999) : Trinity
  - The Crew (2000) : l'inspecteur Olivia Neal
  - Planète rouge (2000) : le commandant Kate Bowman
  - Matrix Reloaded (2003) : Trinity
  - Matrix Revolutions (2003) : Trinity
  - Suspect Zero (2004) : Fran Kulok
  - Génération Rx (2005) : Jerri Falls
  - No Limit (2010) : l'agent Helen Brody
  - Silent Hill: Revelation 3D (2012) : Claudia Wolf
  - Pompéi (2014) : Aurélia
  - Brain on Fire (2016) : Rhona Nack
  - Matrix Resurrections (2021) : Trinity

- Kristin Scott Thomas dans (12 films) :
  - Secrets de famille (2005) : Gloria Goodfellow
  - The Walker (2007) : Lynn Lockner
  - Un mariage de rêve (2008) : Mme Veronica Whittaker
  - Nowhere Boy (2009) : Mimi Smith
  - Des saumons dans le désert (2012) : Bridget Maxwell
  - The Invisible Woman (2013) : Frances Ternan
  - Only God Forgives (2013) : Crystal Hopkins
  - My Old Lady (2014) : Chloé Girard
  - The Party (2017) : Janet
  - Tomb Raider (2018) : Ana Miller
  - The Singing Club (2019) : Kate
  - Rebecca (2020) : Mme Danvers

- Molly Shannon dans (7 films) :
  - Scary Movie 4 (2006) : Marylin Ryan
  - Evan tout-puissant (2007) : Eve Adams
  - Life After Beth (2014) : Geenie Slocum
  - Les Bonnes Sœurs (2017) : Marea
  - Escale à trois (2017) : Nancy
  - Private Life (2018) : Cynthia
  - Promising Young Woman (2020) : Mme Fisher

- Laura Linney dans (5 films) :
  - Love Actually (2003) : Sarah
  - Dr Kinsey (2004) : Clara McMillen
  - Les Berkman se séparent (2005) : Joan Berkman
  - Le Cinquième Pouvoir (2013) : Sarah Shaw
  - Sully (2016) : Lorrie Sullenberger

- Jennifer Beals dans (5 films) :
  - Desolation Sound (2005) : Elizabeth Story
  - Histoire trouble (2006) : l'agent spécial Jennifer Beck
  - Le Livre d'Eli (2010) : Claudia
  - Le Dernier Jour de ma vie (2017) : Julie Kingston
  - Luckiest Girl Alive (2022) : Lolo Vincent

- Mira Sorvino dans (5 films) :
  - Reservation Road (2007) : Ruth Wheldon
  - Attaque sur Léningrad (2009) : Kate Davis
  - Les Sœurs Anderson (2014) : Linda
  - Suspicions (2016) : Janine Cullen
  - Sound of Freedom (2023) : Katherine Ballard

- Sally Hawkins dans (5 films) :
  - We Want Sex Equality (2010) : Rita O'Grady
  - Submarine (2010) : Jill Tate
  - Auprès de moi toujours (2010) : Miss Lucy
  - Godzilla (2014) : Dr Vivienne Graham
  - Godzilla 2 : Roi des monstres (2019) : Dr Vivienne Graham

- Emily Watson dans (4 films) :
  - Moi, Peter Sellers (2004) : Anne Sellers
  - Miss Potter (2006) : Millie Warne
  - Le Dragon des mers : La Dernière Légende (2007) : Anne McMorrow
  - Dans la tourmente (2009) : Evgenia Ginzburg

- Frances McDormand dans (4 films) :
  - Miss Pettigrew (2008) : Guinevere Pettigrew
  - Promised Land (2012) : Sue Thomason
  - Nomadland (2021) : Fern
  - Macbeth (2021) : Lady Macbeth

- Gillian Anderson dans :
  - La Maison biscornue (2017) : Magda Leonides
  - L'Espion qui m'a larguée (2018) : Wendy
  - The Pale Blue Eye (2022) : Mme Julia Marquis
  - Scoop (2024) : Emily Maitlis

- Helen Hunt dans :
  - Le Sortilège du scorpion de jade (2001) : Betty Ann Fitzgerald
  - La Séductrice (2004) : Mme Erlynne
  - Bobby (2006) : Samantha

- Cheryl Hines dans :
  - La Coccinelle revient (2005) : Sally Geer
  - L'Abominable Vérité (2009) : Georgia
  - Ma vie de chat (2016) : Madison Camden

- Faith Ford dans :
  - Baby-Sittor (2005) : Julie Plummer
  - Escape (2011) : l'inspecteur Alison Jensen
  - We Have a Ghost (2023) : Barbara Mangold

- Catherine Tate dans :
  - Love (et ses petits désastres) (2006) : Tallulah Riggs-Wentworth
  - Les Voyages de Gulliver (2010) : la Reine Isabelle
  - Bienvenue à Monte-Carlo (2011) : tante Alicia

- Juliette Binoche :
  - Un flic pour cible (2011) : Loren Bridges
  - Lessons in Love (2013) : Dina Delsanto
  - Les 33 (2015) : María Segovia

- Lolita Davidovich dans : 
  - Un cœur en balance (For Better or Worse) (1995) : Valeri Carboni
  - Finestkind (2023) : Donna Sykes

- Kelly Preston dans :
  - Le Chat chapeauté (2003) : Joan Walden
  - Les deux font la père (2009) : Vicki

- Nicoletta Braschi dans :
  - J'aime travailler (2004) : Anna
  - Le Tigre et la Neige (2005) : Vittoria

- Lynn Collins dans :
  - Amour et Amnésie (2004) : Attractive Woman
  - X-Men Origins: Wolverine (2009) : Kayla / Silver Fox

- Felicity Huffman dans :
  - Fashion Maman (2004) : Lindsay Davis
  - Big Game (2014[n 2]) : la directrice de la CIA

- Alex Reid dans :
  - Wilderness (2006) : Louise
  - The Descent (2005) : Beth

- Kathleen Quinlan dans :
  - La colline a des yeux (2006) : Ethel Carter
  - Horns (2013) : Lydia Perrish

- Kerri Kenney-Silver dans :
  - Alerte à Miami : Reno 911 ! (2007) : Trudy Wiegel
  - Fun Size (2012) : Barb Leroux

- Christine Baranski dans :
  - Mamma Mia! (2008) : Tanya Chesham-Leigh
  - Mamma Mia! Here We Go Again (2018) : Tanya Chesham-Leigh

- Michelle Nolden dans :
  - Hors du temps (2009) : Annette DeTamble
  - Haunter (2013) : Carol

- Maria Doyle Kennedy dans :
  - Jupiter : Le Destin de l'univers (Jupiter Ascending) (2014) : Aleksa
  - Conjuring 2 : Le Cas Enfield (2016) : Peggy Nottingham

- Julianne Nicholson dans :
  - Togo (2019) : Constance Seppala
  - Blonde (2022) : Gladys Pearl Baker

- Greta Scacchi dans :
  - Waiting for the Barbarians (2019) : Mai
  - Run Rabbit Run (2023) : Joan

- Belén Rueda dans :
  - La familia perfecta (2021) : Lucía
  - Fénomenas (2023) : Sagrario

- 1932[6] : La Grande Muraille : Megan (Barbara Stanwyck)
- 1989 : Vidéokid : L'Enfant génial[7] : la conseillère du foyer (Dea McAllister)
- 1992 : Un faire-part à part : Denise Scanlan (Deborah Rush)
- 1993 : L'Incroyable Voyage : Laura Burnford-Seaver (Kim Greist)
- 1996 : Le Patient anglais : Mary (Torri Higginson)
- 1997 : À armes égales : le lieutenant Blondell (Lucinda Jenney)
- 1997 : Pêche Party : Angie (Lynn Whitfield)
- 1998 : Armageddon : le colonel Jennifer Watts (Jessica Steen)
- 1998 : La Proposition : Eleanor Barret (Madeleine Stowe)
- 2001 : The Majestic : Adele Stanton (Laurie Holden)
- 2001 : Pas un mot : Aggie Conrad (Famke Janssen)
- 2001 : Silence... on tourne : Malak (Latifa)
- 2001 : La Planète des singes : Nova (Lisa Marie)
- 2002 : Ginostra : Jessie (Andie MacDowell)
- 2002 : Hyper Noël : Mlle Carol Newman (Elizabeth Mitchell)
- 2002 : Chicago : Annie (Denise Faye)
- 2003 : Identity : Alice York (Leila Kenzle)
- 2003 : Crush : Le Club des frustrées : Molly (Anna Chancellor)
- 2003 : Lady Chance : Natalie Belisario (Maria Bello)
- 2003 : Treize à la douzaine : Tina Shenk (Paula Marshall)
- 2003 : École paternelle : la mère de Tony (Mary Portser)
- 2004 : L'Enlèvement : Louise Miller (Wendy Crewson)
- 2005 : The King : Twyla Sandow (Laura Harring)
- 2005 : Broken Flowers : Laura Miller (Sharon Stone)
- 2005 : 40 ans, toujours puceau : une femme au speed-dating (Kimberly Page)
- 2005 : Lord of War : Ava Fontaine (Bridget Moynahan)
- 2005 : Le Monde de Narnia : Le Lion, la Sorcière blanche et l'Armoire magique : Mme Pevensie (Judy McIntosh)
- 2005 : Bad News Bears : Liz Whitewood (Marcia Gay Harden)
- 2005 : Tideland : Dell (Janet McTeer)
- 2005 : Edison : Marilyn (Jacqueline Ann Steuart)
- 2006 : Chronique d'un scandale : Sheba Hart (Cate Blanchett)
- 2007 : Bande de sauvages : Maggie (Marisa Tomei)
- 2007 : En cloque, mode d'emploi : Jill (Kristen Wiig)
- 2007 : Les Quatre Fantastiques et le Surfer d'argent : le capitaine Frankie Raye (Beau Garrett)
- 2007 : Maxi papa : Karen Kelly (Paige Turco)
- 2007 : Aliens vs. Predator: Requiem : Kelly (Reiko Aylesworth)
- 2008 : Hero Wanted : Melanie McQueen (Jean Smart)
- 2009 : Vendredi 13 : Pamela Voorhees (Nana Visitor)
- 2010 : Légion : Sandra Anderson (Kate Walsh)
- 2011 : X-Men : Le Commencement : Mme Xavier (Beth Goddard)
- 2013 : Le Monde fantastique d'Oz : Évanora (Rachel Weisz)
- 2013 : L'Extravagant Voyage du jeune et prodigieux T. S. Spivet : Jibsen, la sous-secrétaire du Musée Smithsonian (Judy Davis)
- 2013 : Roméo et Juliette : Lady Capulet (Natascha McElhone)
- 2014 : Mercy : Rebecca (Frances O'Connor)
- 2015 : Opération Eye in the Sky : Jillian Goldman (Laila Robins)
- 2016 : Mascots : Robyn Wexler (Carrie Aizley)
- 2017 : Transformers: The Last Knight : voix additionnelles
- 2017 : Goodbye Christopher Robin : Mary Brown (Phoebe Waller-Bridge)
- 2017 : Le Secret des Marrowbone : Nicola (Nicola Harrison)
- 2017 : Hostiles : Minnie McCowan (Robyn Malcolm)
- 2018 : Doris : Sarah (Roos Ouwehand)
- 2020 : Mulan : Hua Li (Rosalind Chao)
- 2020 : Waiting for the Barbarians : mai (Greta Scacchi)
- 2021 : Blue Miracle : Tricia Bisbee (Dana Wheeler-Nicholson)
- 2021 : The French Dispatch : J. K. L. Berensen (Tilda Swinton)
- 2021[n 3] : Marcel le coquillage (avec ses chaussures) : Shari (Shari Finkelstein)
- 2021 : La Dernière Lettre de son amant : Jennifer Stirling, âgée (Diana Kent (en))
- 2023 : Excroissance : Stacy (Deborah Rennard)
- 2023 : Beau Is Afraid : Mona Wassermann (Patti LuPone)
- 2024 : Cassino à Ischia : Lorella Favuzzo (Carlotta Natoli)
- 2025 : L'Ombre d'Emily 2 : Margaret McLinden (Elizabeth Perkins)

#### Films d'animation
- 1985[8] : L'Épée de Kamui : la mère adoptive
- 2003 : La Famille Delajungle, le film : Debbie Delajungle
- 2003 : Le Monde de Nemo : Corail
- 2003 : Le Livre de la jungle 2 : voix additionnelles
- 2004 : Shrek 2 : Jill / la grenouille de la taverne
- 2004 : Le Fil de la vie : la femme au marché
- 2007 : Le Petit Dinosaure : Vive les amis : Doofah
- 2008 : Les Chimpanzés de l'espace : Dr Dubulbe
- 2016 : The Guardian Brothers : Luli[9]
- 2016 : Norm : la conseillère Klubeck
- 2017 : Les Schtroumpfs et le Village perdu : Saule
- 2017 : La Passion van Gogh : Louise Chevalier
- 2018 : Maya l'abeille 2 : Les Jeux du miel : l'Impératrice
- 2019 : Nicky Larson Private Eyes : Laura Marconi
- 2020 : Le Peuple Loup : Moll MacTíre
- 2020 : Demon Slayer: Kimetsu no Yaiba, le film : Le Train de l'Infini : Tamayo
- 2021 : Chasseurs de trolls : Le Réveil des Titans : Barbara Dulac
- 2021 : Les Bouchetrous : Mme Chung
- 2022 : Tad l'explorateur et la table d'émeraude : voix additionnelles

### Télévision

#### Téléfilms
- Cynthia Gibb dans (6 téléfilms) : 
  - Les Deux Visages de Christie (2007) : Miranda Colton
  - Perdues dans la tourmente (2007) : Valerie Williamson
  - Un Noël inattendu (2007) : Victoria Vicky Wright
  - Accusée à tort (2009) : Jacqui Madler
  - Une nounou pour Noël (2010) : Samantha Ryland
  - Mon plus beau Noël (2011) : la professeur Madeline Walters
- Faith Ford dans (5 téléfilms) :
  - Le baiser de minuit (2008) : Susan Flowers
  - De mères en filles (2009) : Summer
  - Les Chassés-croisés de Noël (2011) : Emily Spengler
  - Frissons d'amour (2015) : Donna
  - Frissons d'amour 2 (2016) : Donna
- Dana Golombek dans (4 téléfilms) :
  - Un prof au garde-à-vous (2009) : Sabine Mehrbusch
  - Un papa au garde-à-vous (2011) : Sabine Mehrbusch
  - Un papa au garde-à-vous 2 (2012) : Sabine Mehrbusch
  - Un papa au garde-à-vous 3 (2014) : Sabine Mehrbusch
- Claudia Michelsen dans :
  - Ensemble pour l'éternité (2006) : Elsa
  - L'enlèvement (2007) : Ellen
  - La prison de l'amour (2007) : Bettina Kramer
- Mira Sorvino dans :
  - Opération Hadès (2006) : Rachel Russel (version DVD)
  - À la recherche de Madame Noël (2012) : Jessica Claus
  - L'Homme qui a brisé ma fille (2018) : la juge Elizabeth Hanover
- Jennifer Beals dans : 
  - L'Ivresse du cœur (2007) : Sarah Winston
  - L'Avant-veille de Noël (2010) : Angela
  - Le cauchemar d'une mère (2014) : Liz Michaels
- Michelle Nolden dans :
  - Coup de foudre à 3 temps (2012) : Christine Davis
  - Une femme sous influence (2016) : Dr Laura Stevens
- Heather Graham dans :
  - Les Enfants du péché (2014) : Corrine
  - Les Enfants du péché : Nouveau Départ (2014) : Corrine Winslow
  - Les Enfants du péché : Secrets de famille (2015) : Corrine Foxworth
- Annabella Sciorra dans :
  - La Maison des trahisons (2004) : Jeanette Maier
  - Ma vie volée (2004) : Connie
- Antje Schmidt dans :
  - Un Bébé, deux papa ! (2005) : Lissi
  - Cecelia Ahern - Zwischen Himmel und hier (2013) : Rose
- Jeanne Tripplehorn dans :
  - Grey Gardens (2009) : Jacqueline Kennedy Onassis
  - Un combat, cinq destins (2011) : Pearl
- 1994 : L'Homme aux deux épouses : Amy Hightower (Lea Thompson)
- 1999 : Morrie : Une leçon de vie : Janine (Wendy Moniz)
- 2005 : Trop jeune pour être mère : Terry Jeffries (Mercedes Ruehl)
- 2006 : Vengeance du passé : Joan (Venus Terzo)
- 2006 : La Famille Frappadingue : Lil Gilbert (Jennifer Robertson)
- 2006 : Menace maternelle : Tracy (Chandra West)
- 2007 : Vœux et sacrifices : Gertrud (Anke Sevenich)
- 2008 : Romance en Écosse : Jana (Susanne Schäfer)
- 2008 : The American Mall : Erin (Yassmin Alers)
- 2008 : L'enfer du mensonge : Laura Stone (Kelly Preston)
- 2008 : Un Noël recomposé : Cindy (Julie Warner)
- 2009 : Le Visage du crime : Pat Allanson (Gina Gershon)
- 2011 : Ma nounou brésilienne : Ana Mendez (Carolina Vera)
- 2012 : Game Change : Sarah Palin (Julianne Moore)
- 2012 : Outlaw Country : Anastasia Lee (Mary Steenburgen)
- 2012 : Hemingway and Gellhorn : Martha Gellhorn (Nicole Kidman)
- 2014 : Flowers in the Attic : Corrine (Heather Graham)
- 2014 : Julia, libre avant tout : Julia Welling (Henriette Richter-Röhl)
- 2015 : The Secret Life of Marilyn Monroe : Grace McKee (Emily Watson)
- 2018 : Sauver une vie pour Noël : Judy Dempsey (Lolita Davidovich)
- 2020 : Un drôle de Noël : L'Esprit du Noël présent (Kimberly Williams-Paisley)
- 2022 : Mourir pour la couronne : Lydia (Jennifer Titus)

#### Séries télévisées
- Jennifer Beals dans (11 séries) :
  - The L Word (2004-2009) : Bette Porter (70 épisodes)
  - New York, police judiciaire (2007) : Sofia Archer (saison 17, épisode 12)
  - Lie to Me (2009-2010) : Zoe Landau (6 épisodes)
  - The Chicago Code (2011) : Teresa Colvin (13 épisodes)
  - Castle (2012) : Sophia Turner (saison 4, épisodes 15 et 16)
  - Motive (2014) : Sophia Balfour (saison 2, épisode 2)
  - Le Dernier Seigneur (2017) : Margo Taft (3 épisodes)
  - Taken (2017-2018) : Christina Hart (26 épisodes)
  - Swamp Thing (2019) : la shérif Lucilia Cable (9 épisodes)
  - The L Word: Generation Q (2019-2023) : Bette Porter (28 épisodes)
  - New York, crime organisé (2022) : Cassandra Webb (saison 2)

- Carrie-Anne Moss dans (11 séries) :
  - Chuck (2011-2012) : Gertrude Verbanski (saison 5)
  - Vegas (2012-2013) : Katherine O'Connell (21 épisodes)
  - Crossing Lines (2014) : Amanda Andrews (saison 2)
  - Jessica Jones (2015-2019) : Jeryn Hogarth (34 épisodes)
  - Daredevil (2016) : Jeryn Hogarth (saison 2, épisode 13)
  - Humans (2016) : Dr Athena Morrow (saison 2)
  - Iron Fist (2017) : Jeryn Hogarth (saison 1)
  - The Defenders (2017) : Jeryn Hogarth (mini-série)
  - Tell Me a Story (2019-2020) : Rebecca Pruitt (saison 2)
  - Wisting (en) (2019-2022) : l'agent spécial du FBI Maggie Griffin (11 épisodes)
  - The Acolyte (2024) : Indara

- Gina McKee dans (7 séries) :
  - Les Enquêtes de Vera (2011) : Julie Armstrong (saison 1, épisode 1)
  - The Borgias (2011-2013) : Catherine Sforza (13 épisodes)
  - Missing : Au cœur du complot (2012) : Jamie Ortega (6 épisodes)
  - Line of Duty (2012) : Jackie Laverty (saison 1)
  - Emerald City (2017) : Dr Jane Andrews (5 épisodes)
  - Catherine the Great (2019) : la comtesse Praskovya Bruce (mini-série)
  - Le Narcisse noir (en) (2020) : la Sœur Adela (mini-série)

- Mira Sorvino dans (7 séries) :
  - Psych : Enquêteur malgré lui (2014) : Betsy Brannigan (saison 8)
  - Lady Dynamite (2016) : Jennipher Nickels (saison 1, épisode 3)
  - Condor (2018) : Martina « Marty » Frost (saison 1)
  - StartUp (2018) : Rebecca Stroud (saison 3)
  - Modern Family (2018) : Nicole Rosemary Page (4 épisodes)
  - Hollywood (2020) : Jeanne Crandall (mini-série)
  - American Crime Story (2021) : Marcia Lewis (saison 3)

- Gillian Anderson dans (7 séries) :
  - The Fall (2014-2016) : DSI Stella Gibson (2e voix, saisons 2 et 3)
  - Hannibal (2015) : Dr Bedelia Du Maurier (2e voix, saison 3)
  - X-Files : Aux frontières du réel (2016-2018) : Dana Scully (2e voix, saisons 10 et 11)
  - Sex Education (2019-2023) : Jean Milburn (27 épisodes)
  - The Crown (2020) : Margaret Thatcher (saison 4)
  - The Great (2021) : Joanna (saison 2, épisodes 7 et 8)
  - The First Lady (2022) : Eleanor Roosevelt (mini-série)

- Nicole Kidman dans (7 séries) :
  - Top of the Lake: China Girl (2017) : Julia (6 épisodes)
  - Big Little Lies (2017-2019) : Celeste Wright (14 épisodes)
  - The Undoing (2020) : Grace Fraser (mini-série)
  - Nine Perfect Strangers (2021) : Masha Dmitrichenko (mini-série)
  - Roar (2022) : Robin (épisode 2)
  - Opérations Spéciales : Lioness (depuis 2023) : Kaitlyn Meade
  - Les Expatriées (2024) : Margaret Woo (mini-série)

- Dana Wheeler-Nicholson dans (6 séries) :
  - Sex and the City (1998) : Laney Berlin (saison 1, épisode 10)
  - Friday Night Lights (2007-2011) : Angela Collette (24 épisodes)
  - A Gifted Man (2012) : Jayne Reinhart (épisode 11)
  - New York, unité spéciale (2014) : Donna Evans (saison 16, épisode 3)
  - Chicago Med (2019) : Jackie Mills (saison 4, épisode 14)
  - Bull (2020) : Evelyn Waters (saison 5, épisode 2)

- Laila Robins dans (6 séries) :
  - Bored to Death (2010) : Priscilla Antrem (2e voix, saison 2)
  - Homeland (2014) : Martha Boyd (saison 4)
  - Mr. Mercedes (2017) : Charlotte Gibney (saison 1)
  - Cameron Black : L'Illusionniste (2018) : l'agent du FBI Deakins (13 épisodes)
  - Blacklist (2020-2021) : Katarina Rostova (2e voix, saison 8)
  - American Horror Stories (2023) : Lee (saison 3, épisode 4)

- Natascha McElhone dans (5 séries) :
  - Révélations (2005) : la Sœur Josepha Montafiore (mini-série)
  - Californication (2007-2014) : Karen van der Beek (84 épisodes)
  - Designated Survivor (2016-2017) : Alex Kirkman (31 épisodes)
  - The First (2018) : Laz Ingram (8 épisodes)
  - Halo (depuis 2022) : Dr Catherine Halsey

- Stephanie Kurtzuba (en) dans (5 séries) :
  - The Good Wife (2010-2014) : Olivia Suconik (4 épisodes)
  - Chicago Police Department (2016) : l'inspecteur Ricci (saison 4, épisode 1)
  - Bull (2018) : Rebecca Lexington (saison 2, épisode 13)
  - The Good Fight (2019) : Olivia Suconik (saison 3, épisode 7)
  - Blue Bloods (2019-2022) : le sergent McNichols (3 épisodes)

- Paula Marshall dans (4 séries) :
  - Love Therapy (1998-1999) : Dr Claire Allen (15 épisodes)
  - Mon ex, mon coloc et moi (2000-2001) : Katie (9 épisodes)
  - Mentalist (2013) : Kris Makkena (saison 6, épisode 2)
  - The Rookie: Feds (2023) : l'agent spécial Candace Thurlow (saison 1, épisode 14)

- April Grace dans (4 séries) :
  - Le Monde de Joan (2003-2004) : le sergent Toni Williams (15 épisodes)
  - Médium (2005) : Balinda Alexander (saison 1, épisode 1)
  - Ghost Whisperer (2008-2009) : l'Observatrice (saison 4, épisodes 1 et 13)
  - Last Resort (2012) : Amanda Straugh (épisodes 3 et 5)

- Lana Parrilla dans (4 séries) :
  - Windfall : Des dollars tombés du ciel (2006) : Nina Schaefer (13 épisodes)
  - Swingtown (2008) : Trina Decker (13 épisodes)
  - Medium (2010) : Lydia Halstrom (saison 7, épisode 2)
  - The Defenders (2010) : Betty (saison 1, épisode 7)

- Michelle Nolden dans (4 séries) :
  - Numb3rs (2006-2010) : Robin Brooks (15 épisodes)
  - Les Enquêtes de Murdoch (2011) : Susannah Murdoch (saison 4, épisode 10)
  - Covert Affairs (2012) : Megan Carr (3 épisodes)
  - Tiny Pretty Things (en) (2020) : Katrina Whitlaw (7 épisodes)

- Jeanne Tripplehorn dans (4 séries) :
  - Big Love (2006-2011) : Barbara « Barb » Henrickson (53 épisodes)
  - New Girl (2012) : Ouli (saison 1, épisodes 21 et 22)
  - Mrs. America (2020) : Eleanor Schlafly (mini-série)
  - The Terminal List (2022) : Lorraine Hartley (8 épisodes)

- Maria Doyle Kennedy dans (4 séries) :
  - Les Tudors (2007-2010) : la reine Catherine d'Aragon (18 épisodes)
  - Dexter (2010) : Sonya (saison 5)
  - Downton Abbey (2011) : Vera Bates (saison 2)
  - Titanic (2012) : Muriel Batley (mini-série)

- Frances O'Connor dans (4 séries) :
  - Cashmere Mafia (2008) : Zoe Burden (7 épisodes)
  - Once Upon a Time (2014) : Colette (saison 4, épisode 6)
  - Mr Selfridge (2013-2014) : Rose Selfridge (20 épisodes)
  - Troie : La Chute d'une cité (2018) : Hecuba (mini-série)

- Lolita Davidovich dans (4 séries) :
  - Cold Case : Affaires classées (2009) : Molly Heaton '09 (saison 7, épisode 10)
  - Rizzoli and Isles (2011) : Melody Patterson (saison 2, épisodes 13 et 14)
  - Shades of Blue (2016) : Linda Wozniak #1 (saison 1)
  - Murder (2018) : Sandrine Castillo, la mère de Laurel (saison 4)

- Amelia Bullmore dans (4 séries) :
  - Deep State (en) (2018) : Olivia (saison 1)
  - Gentleman Jack (2019-2022) : Eliza Priestley (10 épisodes)
  - Les Carnets de Max Liebermann (2019-2022) : Rachel Liebermann (9 épisodes)
  - The Buccaneers (2023) : la duchesse douairière de Tintagel

- Helen Hunt dans :
  - Dingue de toi (1992-1999) : Jamie Buckman (saisons 1 à 7)
  - Shots Fired (2017) : le gouverneur Patricia Eamons (mini-série)
  - Blindspotting (en) (depuis 2021) : Rainey

- Wendy Moniz dans :
  - Big Shots (2007) : Stacey Walker (4 épisodes)
  - Kingdom (2016) : Roxanne (saison 2)
  - Pure Genius (2016-2017) : Julianna Wallace (4 épisodes)

- Gina Gershon dans :
  - Psych : Enquêteur malgré lui (2007) : Emiliano Saffron (saison 2, épisode 1)
  - Crashing (en) (2017) : Susie (saison 1, épisode 2)
  - New Amsterdam (2020-2021) : Jeanie Bloom (5 épisodes)

- Julia Campbell dans :
  - Santa Barbara (1986) : Courtney Capwell (71 épisodes)
  - Drop Dead Diva (2012) : Peg Surnow (saison 4, épisode 7)

- Mädchen Amick dans :
  - Twin Peaks (1990-1991) : Shelley Johnson (2e voix, saison 2)
  - Gossip Girl (2008) : la duchesse Catherine Beaton (saison 2)

- Debrah Farentino dans :
  - New York Police Blues (1994) : Robin Wirkus (6 épisodes)
  - La Famille Green (1999-2000) : Mary Green (22 épisodes)

- Vivica A. Fox dans :
  - Les Feux de l'amour (1994-1995) : Dr Stephanie Simmons (20 épisodes)
  - Alias (2004) : Toni Cummings (saison 3, épisodes 13 et 21)

- Talia Balsam dans :
  - Diagnostic : Meurtre (1995) : Tonya Gilpin (saison 2, épisode 15)
  - Divorce (2016-2019) : Dallas (24 épisodes)

- Fiona Dolman dans :
  - Inspecteur Barnaby (depuis 1998) : Sarah Barnaby (50 épisodes - en cours)
  - Da Vinci's Demons (2013) : Anna Donati (saison 1, épisode 7)

- Julie Warner dans :
  - La Vie à cinq (1999) : Lauren (saison 5)
  - Associées pour la loi (1999-2001) : Danni Lipton (40 épisodes)

- Mia Sara dans :
  - Les Anges de la nuit (2002-2003) : Dr Harleen Quinzel / Harley Quinn (13 épisodes)
  - Les Experts : Manhattan (2005) : Cala Winger (saison 2, épisode 10)

- Rebecca De Mornay dans :
  - John from Cincinnati (2007) : Cissy Yost (10 épisodes)
  - Hawaii 5-0 (2013) : Barbara Cotchin (saison 4, épisode 4)

- Juliet Aubrey dans :
  - Criminal Justice (2008) : Mary Coulter (5 épisodes)
  - The White Queen (2013) : Anne de Beauchamp, la comtesse de Warwick (mini-série)

- Christina Chang dans :
  - Eleventh Hour (2008) : le professeur Anna Young (épisode 9)
  - Good Doctor (depuis 2017) : Dr Audrey Lim (83 épisodes - en cours)

- Laura Leighton dans :
  - Pretty Little Liars (2010-2017) : Ashley Marin (142 épisodes)
  - Code Black (2018) : Sonya Finn (saison 3, épisode 10)

- Mary Steenburgen dans :
  - Bored to Death (2011) : Josephine (saison 3)
  - Justified (2014-2015) : Katherine Hale (13 épisodes)

- Julianne Nicholson dans :
  - Boardwalk Empire (2011-2013) : Esther Randolph (11 épisodes)
  - Paradise (2025) : Sinatra

- Kate Jennings Grant (en) dans :
  - The Good Wife (2014) : Dr Natalie Henley (saison 5, épisode 19)
  - Elementary (2015) : Lydia Guerrero (saison 3, épisode 18)

- Felicity Huffman dans :
  - American Crime (2015-2017) : Barbara Hanlon / Leslie Graham / Jeanette Hesby (29 épisodes)
  - Dans leur regard (2019) : Linda Ferstein (mini-série)

- Ashley LeConte Campbell (de) dans :
  - Game of Silence (2016) : CeCe Carroll (4 épisodes)
  - Gone (2018) : Sal (épisode 9)

- Judy Kain dans :
  - Crazy Ex-Girlfriend (2018) : Marilyn Levine (saison 4, épisode 7)
  - The Morning Show (2021) : Adelle Waters (saison 2, épisode 1)

- Cracker : Jane 'Panhandle' Penhaligon (Geraldine Somerville)
- Les Experts : Miami : Mélanie Nichols (Jackie Debatin)
- La Star de la famille : Faith Shanowski (Faith Ford)
- Melrose Place : Sandy Harling (Amy Locane)
- 2003 : The Shield : Alene (Lisa Renee Pitts) (saison 2, épisode 2)
- Lost : Les Disparus : Carole Littleton, la mère de Claire (Susan Duerden)
- Models Inc. : Teri Spencer (Stephanie Romanov)
- Buffy contre les vampires : Joyce Summers (Kristine Sutherland)
- Hex : La Malédiction : Jo Watkins (Anna Wilson-Jones (en))
- The Big C : Cathy Jamison (Laura Linney)
- Preuve à l'appui : Katherine Fielding (Colleen Flynn (en))
- Le Dixième Royaume : Leaf Fall, reine des Elfes (Lucy Whybrow) (mini-série)
- Les Enquêtes du commissaire Winter : Angela Winter (Amanda Ooms)
- Over There : Sophia (Serena Scott Thomas)
- Gilmore Girls : Eva (Brenda Strong)
- Los Angeles, police judiciaire : Trudy Sennett (Shawnee Smith)
- Dernier recours : Kendra Smith (Karimah Westbrook (en))
- Kings : la reine Rose Benjamin (Susanna Thompson)
- Breakout Kings : Sandra Price (Cheryl White)
- Private Practice : Amelia Sawyer (Robin Weigert)
- Human Target : La Cible : Ilsa Pucci (Indira Varma)
- Post mortem : Dr Vera Bergmann (Anne Cathrin Buhtz)
- Wildfire : Jean Ritter (Nana Visitor)
- Spotless : la responsable de l'établissement (Rachel O'Meara)
- Drop Dead Diva : Vicki Wellner (Susan Walters)
- Cleaners (en) : Isabelle Walker (Mimi Rogers)
- Les Mystères de Laura : Jenny (Kaili Vernoff (en))
- Le Quatrième Homme : Helena Stein (Helena Bergström)
- 2011-2013 : The Office : Nellie Bertram (Catherine Tate) (34 épisodes)
- 2013-2022 : Borgen, une femme au pouvoir : Nadia Barazani (Laura Allen Müller) (8 épisodes)
- 2015 : Jordskott, la forêt des disparus : Jeanette (Ann-Sofie Rase (sv)) (7 épisodes)
- 2016 : The Big Bang Theory : Susan, la mère de Penny (Katey Sagal) (saison 10, épisode 1)
- 2016 : Gotham : Jeri (Lori Petty) (saison 2, épisode 14)
- 2016 : Vice Principals : le principal Cavanaugh (Amy Farrington) (saison 1, épisode 4)
- 2016-2023 : Blacklist : Cynthia Panabaker (Deirdre Lovejoy) (28 épisodes)
- 2017-2023 : Riverdale : Penelope Blossom (Nathalie Boltt) (59 épisodes)
- 2018 : Chicago Police Department : Kate (Deborah Rayne) (saison 5, épisode 22)
- 2019 : Chernobyl : Ulana Khomyuk (Emily Watson) (mini-série)
- 2019-2022 : After Life : June (Jo Hartley (en)) (15 épisodes)
- 2020 : Teenage Bounty Hunters : Ellen Johnson (Wynn Everett (en)) (7 épisodes)
- depuis 2020 : Les Enquêtes de Dan Sommerdahl : Marianne Sommerdahl (Laura Drasbæk)
- 2021 : The One : Elizabeth (Geraldine Alexander) (épisode 1)
- 2021 : Dr Harrow : Ursula Wells (Alison Whyte (en)) (saison 3, épisode 2)
- 2021-2022 : Qui a tué Sara ? : Mariana (Claudia Ramírez) (25 épisodes)
- 2022 : Resident Evil : Carol (Lauren Steyn) (épisode 1)
- 2022 : House of the Dragon : la reine Aemma Arryn (Sian Brooke) (saison 1, épisode 1)
- 2022 : Le Cabinet de curiosités de Guillermo del Toro : Nancy Bradley (Essie Davis) (saison 1, épisode 8)
- 2022 : The Lazarus Project : l'ambassadrice Belov (Lia Williams) (saison 1, épisodes 5 et 6)
- 2022 : La Nuit où Laurier Gaudreault s'est réveillé : ? (?) (mini-série)
- depuis 2022 : Slow Horses : Diana Taverner (Kristin Scott Thomas)
- 2023 : The Afterparty : Isabel (Elizabeth Perkins) (saison 2)
- 2023 : Mensonges au paradis (en) : l'inspectrice en chef Sarah Craven (Susie Porter) (7 épisodes)
- 2023 : Dom : la pasteure Myriam (Ana Cecília Costa (pt)) (saison 2)
- 2024 : Les Aventures imaginaires de Dick Turpin : Lady Helen Gwinear (Tamsin Greig)
- 2025 : The Pitt : Theresa Saunders (Joanna Going)

#### Séries d'animation
- 1978[10] : Galaxy Express 999 : la dessinatrice (épisode 16), Marina du marais (épisode 18), la policière (épisode 19)
- 1982-1984[11] : L'Académie des ninjas : Marie-Jo, Cerise (la mère de Mandoline), la mère de Nicolas (derniers épisodes)
- 1987 : Dragon Ball : Lunch (voix de remplacement, épisodes 54 et 55), voix diverses (épisodes 56 et 57)
- 1987-1991 : Nicky Larson : Laura Marconi (Kaori Makimura en VO) (voix principale - épisodes 1 à 12, 42 à 44, 76 à 97, 100 à 140), Mirna (voix de remplacement, épisode 94)
- 1988 : Dino Riders : Serena (doublage télé)
- 1989 : Molierissimo : Geneviève Béjart
- 1990-1992 : Sophie et Virginie : Nathalie (voix principale)
- 1991 : James Bond Junior : Tracy
- 1991-1992 : La Légende de Prince Vaillant : Roxanne (1re voix)
- 1992-1993 : Le Roi Arthur et les Chevaliers de Justice : Viviane
- 1994 : Geno cyber : Diana (OAV)
- 2003 : Animatrix : Trinity
- 2003 : Jackie Chan : Miss Astra Devina (épisode 76)
- 2012-2018 : Zou : Mamie
- 2016 : Turbo FAST : Donatella (saison 3, épisode 12)
- 2016-2018 : Chasseurs de trolls : Les Contes d'Arcadia : Barbara Dulac
- 2018-2019 : Hero Mask : Anna Whinehouse
- 2019 : Rilakkuma et Kaoru : la mère de Kaoru, la voyante
- depuis 2019[12] : Demon Slayer : Tamayo

### Fictions audio
- X-Files - Première partie (X-Files : Les nouvelles affaires non classées 1) (Audiolib, novembre 2017) : Dana Scully
- X-Files - Deuxième partie (X-Files : Les nouvelles affaires non classées 2) (Audiolib, février 2018) : Dana Scully

### Jeux vidéo
- 2009 : La Princesse et la Grenouille : voix additionnelles
- 2017 : Diablo III : la nécromancienne